# Наль, Иоганн Август
Иоганн Август Наль, также Иоганн Август Наль Старший (нем. Johann August Nahl, род. 22 августа 1710 г. Берлин — ум. 22 октября 1781 г. Кассель) — немецкий скульптор фридерицианского рококо и неоклассицизма.

## Жизнь и творчество
И. А. Наль родился в семье художников. Его отец, Иоганн Самуэль Наль, был с 1704 года придворным скульптором короля Пруссии Фридриха I, мать была дочерью берлинского ювелира. Первое своё художественное образование будущий скульптор получил под руководством отца. После его смерти И. А. Наль совершает поездку по Южной Германии, Эльзасу и Швейцарии (Зигмаринген, Берн и Страсбург) (1728—1729). В 1731—1734 годах он учится в Париже, где изучает работы знаменитых французских орнаменталистов. В 1734 уезжает в Италию, живёт в таких городах, как Рим, Флоренция, Генуя, Неаполь, Венеция, Болонья. В 1735 посещает швейцарский Шафхаузен.
В 1736 году скульптор женится на Анне Марии Гютиг, дочери страсбургского бургомистра, и получает страсбургское гражданство. В этом городе он несколько лет живёт и работает, выполняя заказы французского королевского губернатора Эльзаса Франсуа Клинглина и позднее — в епископальном дворце кардинала Армана-Гастона де Роган-Субиза (ныне — Дворец Роган). В период с 1740 по 1746 год Наль участвует в украшении дворцов, построенных прусским королём Фридрихом II в Берлине и в Потсдаме. В 1745 году он назначается суперинтендантом украшений(Surintendent des Ornements). После того, как известный архитектор, «главный интендант королевских замков и садов» (Oberintendanten der königlichen Schlösser und Gärten) Георг Венцеслав фон Кнобельсдорф, из-за конфликта с королём был вынужден оставить эту должность, в 1746 его замещает Наль. Однако, в связи со слишком большой загрузкой, неоплаченными долгами и прочими неудобствами — в том числе и нахождением в его доме на постое солдат, Наль отказывается от работы интенданта и тайно покидает Пруссию. Через Страсбург Наль попадает в Швейцарию где, близ Берна, покупает небольшое имение. Здесь скульптор проводит наиболее плодотворные для его творчества 9 лет. Здесь также родились оба его сына — впоследствии ставшие скульптором и художником.
В 1755 году Наль, по приглашению ландграфа Вильгельма VIII Гессенского, приезжает к его двору в Кассель и занимается работами по украшению парка и дворца Вильгельмсталь. В 1767 году он становится профессором скульптуры в кассельской Collegium Carolinum, а через 10 лет — профессором по той же специальности в новой Академии искусств Касселя.
И. А. Наль является автором ряда монументальных памятников, в том числе статуи ландграфа Фридриха II в Касселе; занимался художественным оснащением таких шедевров немецкой архитектуры, как дворцы Шарлоттенбург в Берлине, Сан-Суси в Потсдаме и др. Весьма удачны и выразительны надгробные памятники его работы. Одним из шедевров в этой области является надгробная плита жены священника Марии Магдалены Лангханс, в церкви городка Хиндельбанк в кантоне Берн. Об удивительной красоте этого творения И. А. Наля писал И. В. Гёте.

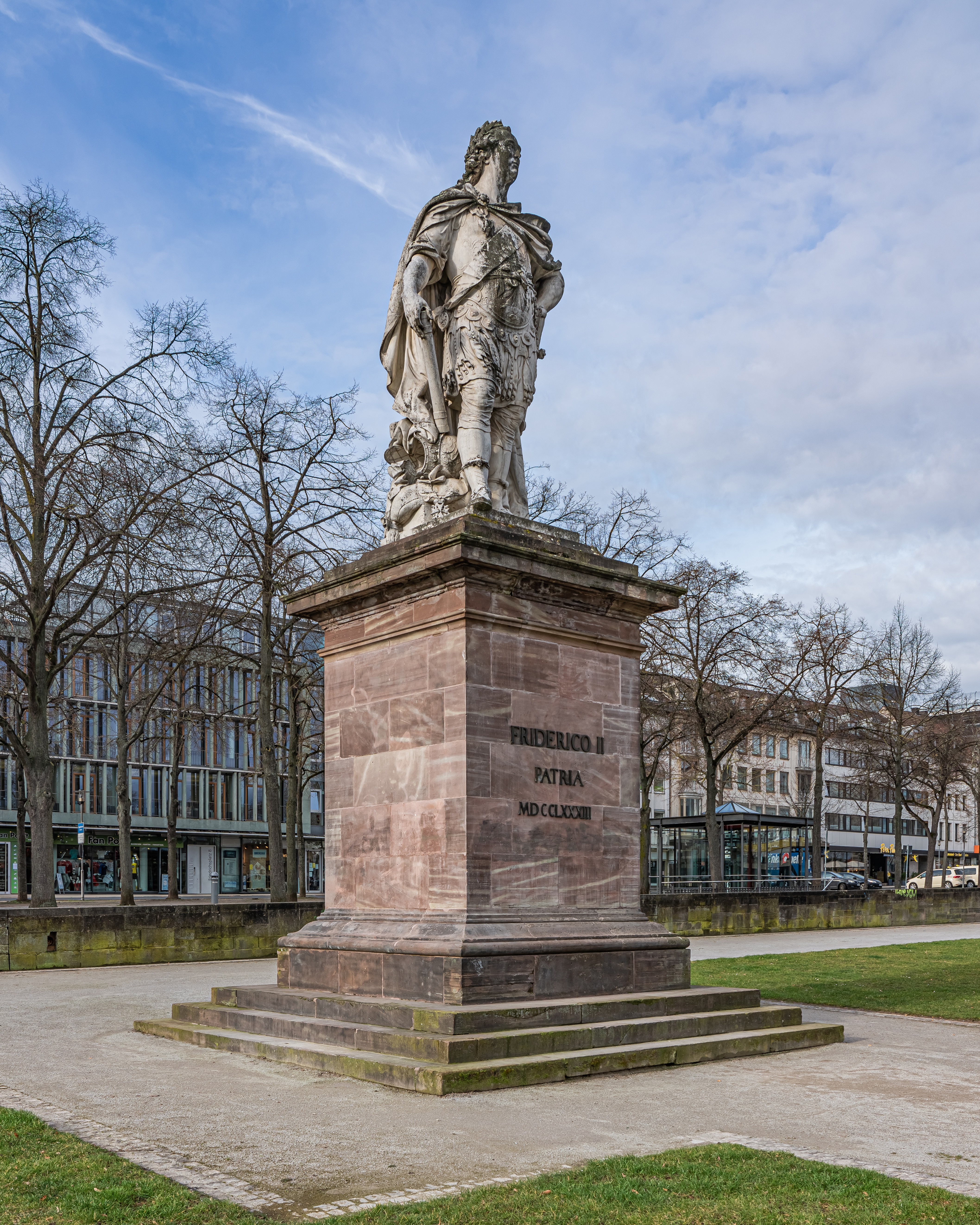
Памятник Фридриху II на площади Фридриха в Касселе
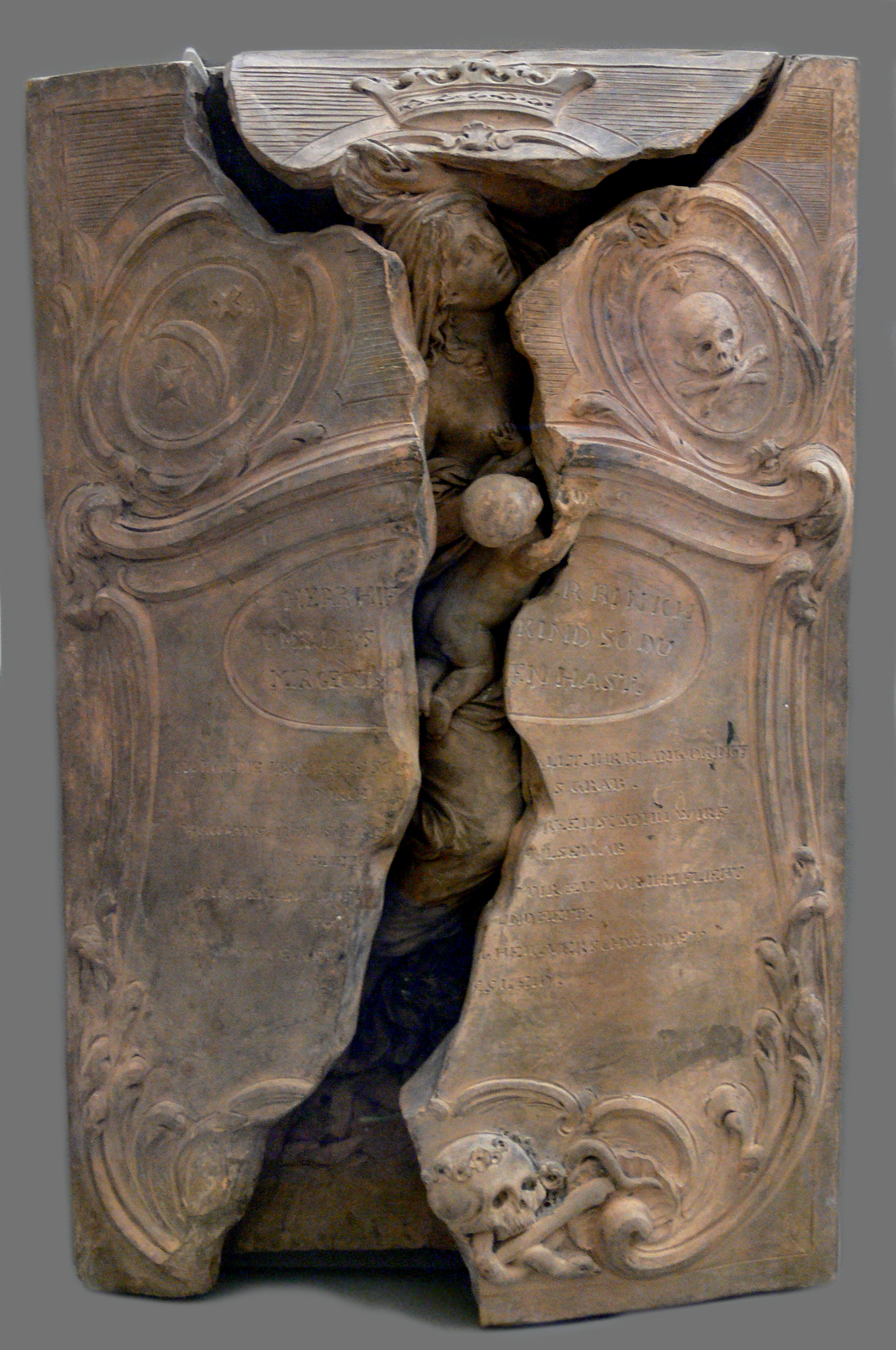
Надгробная плита Марии Магдалены Лангханс[нем.] в церкви[нем.] в Хиндельбанке
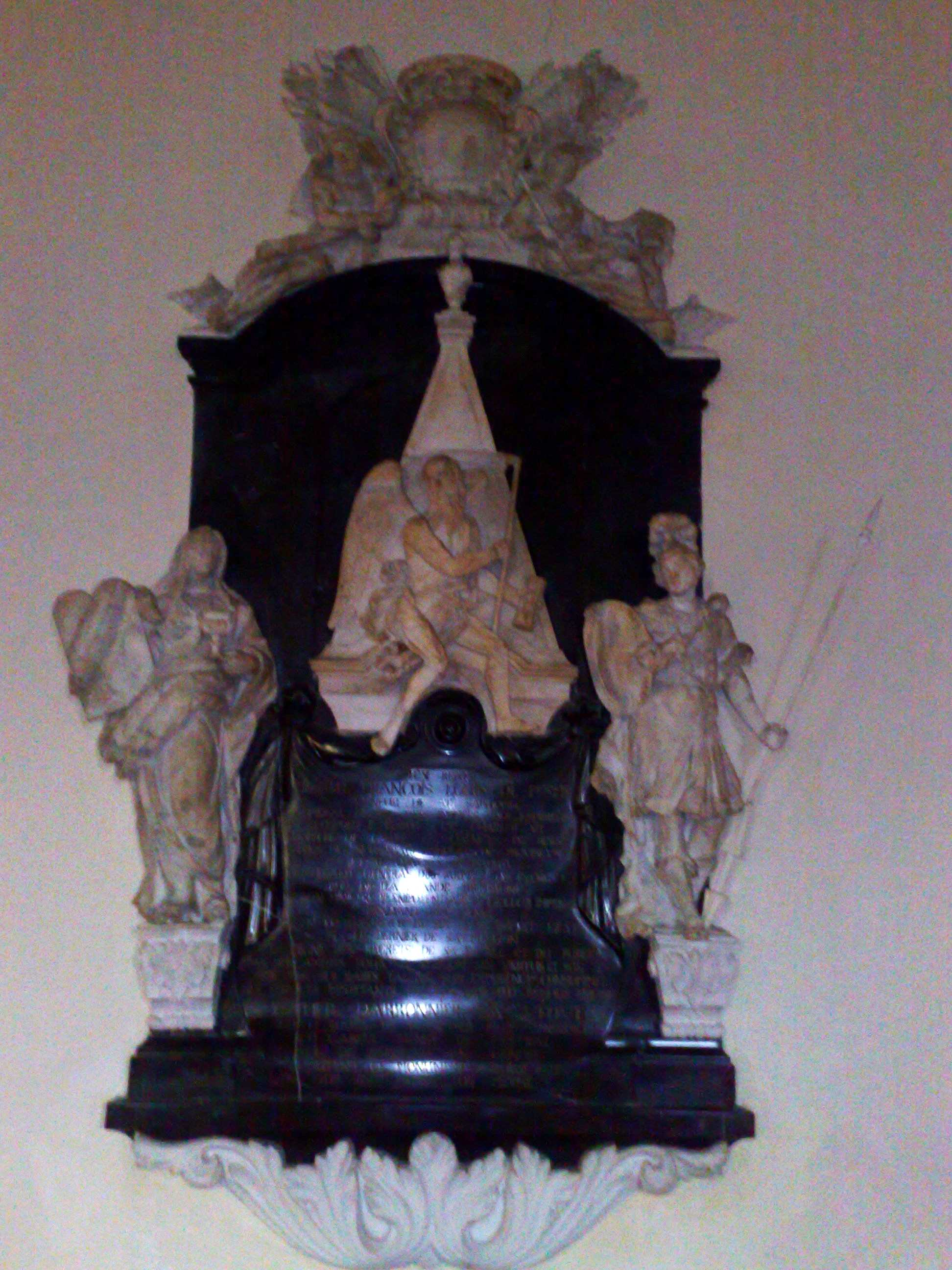
Памятник Франсуа Луи де Пем де Сен-Сафорен[фр.] в Сен-Сафорен-сюр-Морж[англ.]